# Прогулка (Секретные материалы)
«Прогулка» (англ. «The Walk») — 7-й эпизод 3-го сезона сериала «Секретные материалы». Премьера состоялась 10 ноября 1995 года на телеканале FOX. Эпизод принадлежит к типу «монстр недели» и никак не связан с основной «мифологией сериала», заданной в первой серии. Режиссёр — Роб Боумэн, автор сценария — Джон Шибан, приглашённые звёзды — Томас Копаче, Уильям Гэрсон, Нэнси Сорел, Иэн Трейси.
В США серия получила рейтинг домохозяйств Нильсена, равный 10,4, который означает, что в день выхода серию посмотрели 15,91 миллиона человек.
Главные герои серии — Фокс Малдер (Дэвид Духовны) и Дана Скалли (Джиллиан Андерсон), агенты ФБР, расследующие сложно поддающиеся научному объяснению преступления, называемые «Секретными материалами».

## Сюжет
В данном эпизоде Малдер и Скалли расследуют загадочные события в медицинском центре для инвалидов войн, в которых участвовала армия США. Некий таинственный солдат мучит бывших офицеров и их семьи, не давая им покончить с собой. Факты сводятся к тому, что под подозрение попадает ампутант без четырёх конечностей.